# Match Fischer–Spassky (1992)
O match de 1992 entre o ex-campeão mundial de xadrez Bobby Fischer e Boris Spassky  foi uma revanche extra-oficial do match pelo Campeonato Mundial de 1972 . Venceria o match o jogador que vencesse 10 partidas primeiro (sem contar empates).  A disputa começou em Sveti Stefan, perto de Budva, uma ilha na costa de Montenegro. A segunda parte do match foi jogada em Belgrado, capital da Sérvia . Ambos os locais faziam na época parte do mesmo país, a República Federal da Iugoslávia, que estava sob sanções esportivas da ONU por causa da dissolução da Iugoslávia . A participação de Fischer levou a um conflito com o governo dos Estados Unidos, que advertiu Fischer que sua participação no match violaria uma ordem que impunha sanções estadunidenses à Iugoslávia. O governo dos EUA acabou emitindo um mandado de prisão contra ele. Depois disso, Fischer viveu nunca mais retornou ao seu país natal. 
Fischer venceu o match de com 10 vitórias e 5 derrotas. 
Embora tenha havido considerável cobertura da mídia e muito do drama do match anterior tenha se repetido, o interesse público pela revanche Fischer-Spassky não foi nem de longe o mesmo de 1972. 

## Contexto
Depois de derrotar Spassky e ganhar o título de Campeão Mundial no Campeonato Mundial de Xadrez de 1972, Fischer deveria defender seu título em 1975 contra o vencedor do Torneio de Candidatos da FIDE em 1974, Anatoly Karpov . Fischer, porém, estava insatisfeito com o formato do Campeonato Mundial. As regras estabeleciam um match de 24 partidas, sendo vencedor o primeiro jogador a marcar 12 pontos e meio; se o match ficasse empatado por 12-12, o prêmio em dinheiro dividido e o campeão manteria seu título. Em vez disso, Fischer exigiu que o formato fosse alterado para o usado no primeiro Campeonato Mundial, entre Wilhelm Steinitz e Johannes Zukertort, onde o vencedor foi o primeiro jogador a marcar 10 vitórias, sem  considerar os empates. No caso de uma pontuação de 9 a 9, o campeão manteria o título e o fundo de prêmio seria dividido igualmente.  Kasparov critica essa ideia, afirmando que o desafiante precisaria, na prática, ter que vencer por dois pontos de diferença. Um Congresso da FIDE foi realizado em 1974, durante as Olimpíadas de Nice . Os delegados aprovaram a proposta de 10 vitórias de Fischer, mas rejeitaram a cláusula do 9–9, bem como a possibilidade de um match com partidas ilimitadas.  Em resposta, Fischer se recusou a defender seu título e Karpov foi declarado Campeão do Mundial. 
Dezessete anos depois, Fischer entrou em negociações com patrocinadores dispostos a financiar um match no formato proposto por ele, acertando uma oferta do banqueiro iugoslavo Jezdimir Vasiljević . Fischer insistiu que, como não havia sido derrotado em um match, ele ainda era o verdadeiro Campeão do Mundial. Ele afirmou ainda, sem nenhum tipo de prova, que todos os matches do Campeonato Mundial sancionadas pela FIDE, envolvendo Karpov e seus adversários Korchnoi e Kasparov, tiveram resultados pré-combinados. A premiação do match foi de US$ 5   milhões, com $ 3,35  milhões para o vencedor.   

## Omatch
O match foi jogado em um número ilimitado de partidas, o vencedor seria o primeiro a conseguir 10 vitórias. Um empate de 9-9 e Fischer manteria o "título". Uma novidade deste confronto foi o uso, pela primeira vez, de um relógio digital com o acréscimo de um minuto no  após cada lance.
 Sveti Stefan e Belgrado, Iugoslávia, setembro a novembro de 1992
| Jogador       | 1 | 2 | 3 | 4 | 5 | 6 | 7 | 8 | 9 | 10 | 11 | 12 | 13 | 14 | 15 | 16 | 17 | 18 | 19 | 20 | 21 | 22 | 23 | 24 | 25 | 26 | 27 | 28 | 29 | 30 | Vitórias |
| ------------- | - | - | - | - | - | - | - | - | - | -- | -- | -- | -- | -- | -- | -- | -- | -- | -- | -- | -- | -- | -- | -- | -- | -- | -- | -- | -- | -- | -------- |
| Bobby Fischer | 1 | ½ | ½ | 0 | 0 | ½ | 1 | 1 | 1 | ½  | 1  | 0  | ½  | ½  | ½  | 1  | 1  | ½  | ½  | 0  | 1  | ½  | ½  | ½  | 1  | 0  | ½  | ½  | ½  | 1  | 10       |
| Boris Spassky | 0 | ½ | ½ | 1 | 1 | ½ | 0 | 0 | 0 | ½  | 0  | 1  | ½  | ½  | ½  | 0  | 0  | ½  | ½  | 1  | 0  | ½  | ½  | ½  | 0  | 1  | ½  | ½  | ½  | 0  | 5        |

## Após omatch
Após a vitória, Fischer se proclamou o "Campeão Mundial Invicto". Todavia, seu status de campeão mundial de 1992 não teve amplo reconhecimento no mundo do xadrez.  Na época, o campeão mundial da FIDE era Garry Kasparov . Kasparov também era o número um do mundo na lista de classificação  de julho de 1992, com uma rating ELO de 2790, uma vantagem de 70 pontos sobre o segundo colocado, Vassily Ivanchuk . A pontuação de Fischer de 17½ em 30 partidas contra Spassky, com rating de 2545 na época, deu ao estadunidense um rating performance de 2645,  que o colocaria em 12º lugar do mundo na lista de julho de 1992. Yasser Seirawan acredita que o match provou que a força de jogo de Fischer estava "em algum lugar entre os dez primeiros do mundo".   Kasparov tinha outra opinião, afirmando que  "Bobby está jogando bem, mas nada demais. Talvez sua força esteja entre 2600 e 2650. Não estaria próximo da elite dos grandes mestres de 1992. "  Para Kasparov, Fischer jogava ainda um "xadrez de 1972"" e não teria muitas chances com grandes mestres com mais de 2600 de rating em 1992.